# Foișorul Elisabeta

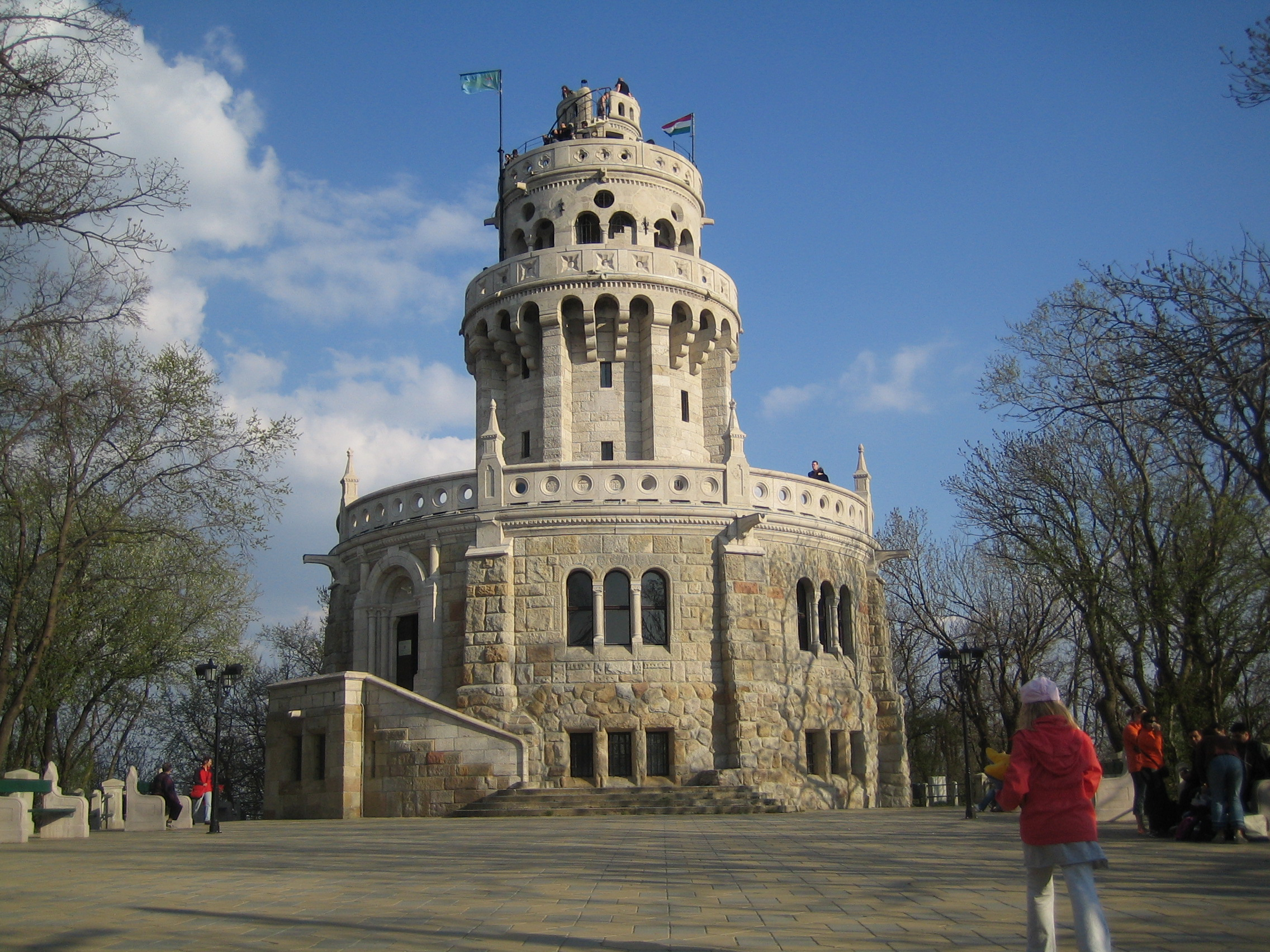
Foișorul Elisabeta

Foișorul Elisabeta este o construcție de la începutul secolului al XX-lea, situat într-o zonă turistică apreciată de secole, care se află în punctul cel mai înalt din Budapesta, pe vârful muntelui János-hegy din lanțul muntos Munții Buda, la o altitudine de 528m.